# Karnen

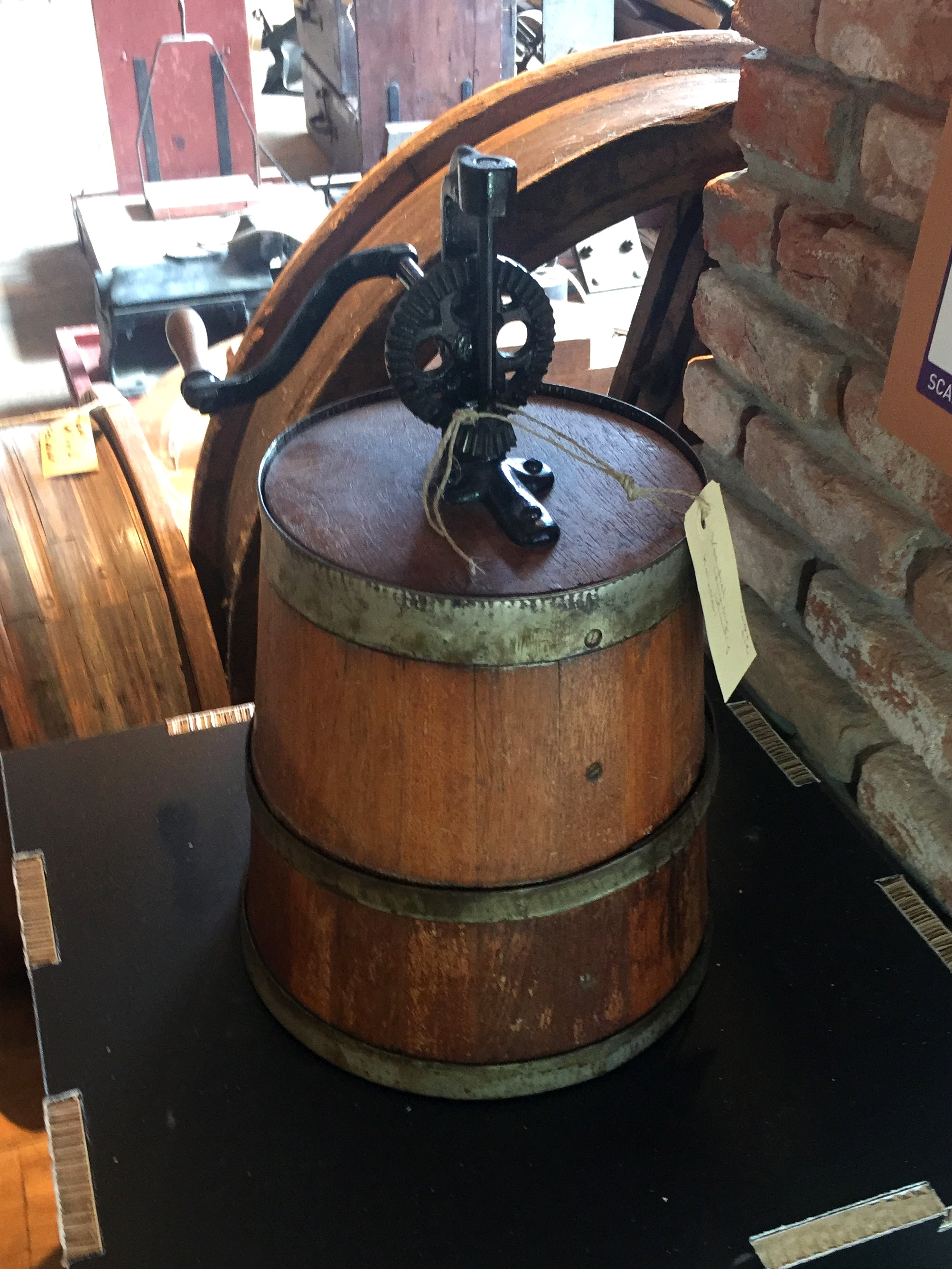
Oude karnton

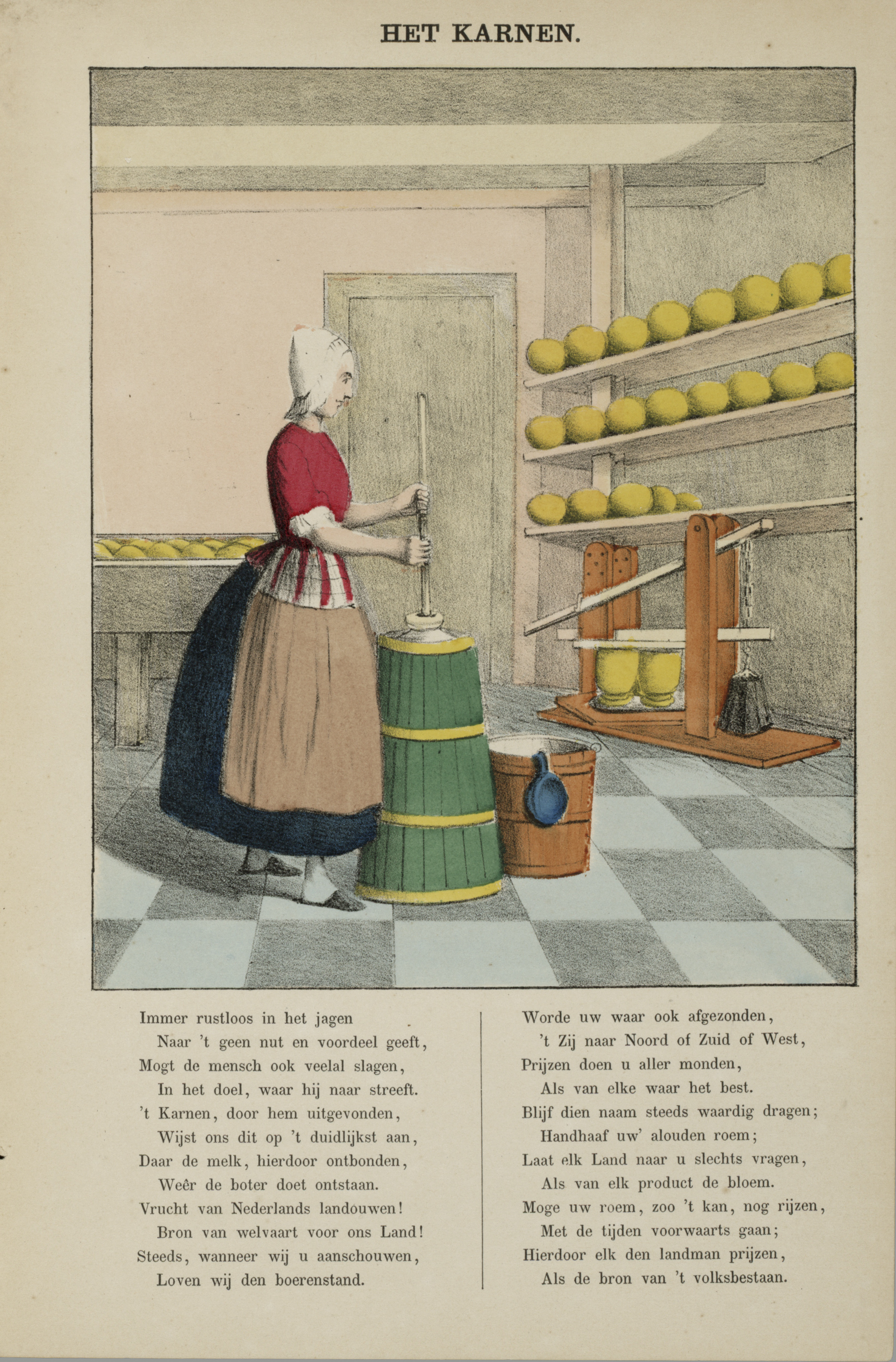
Karnen, illustratie in een negentiende-eeuws kinderboek

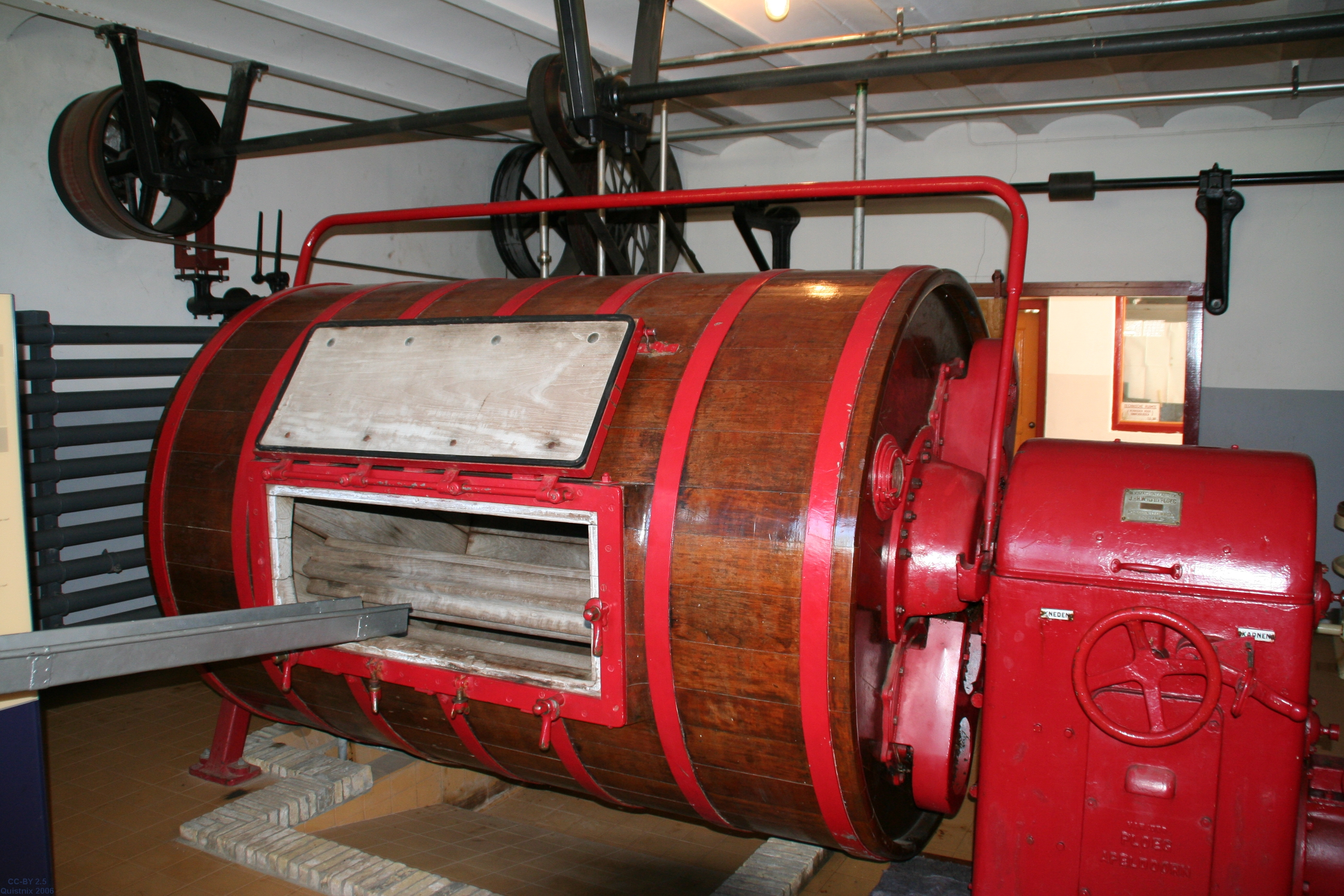
Karnton in zuivelfabriek "Freia"

Karnen is het proces waarbij verzuurde room in beweging wordt gebracht waardoor de vetmembraantjes in de room breken. De vetdeeltjes klonteren samen en scheiden zich af van de karnemelk. Uit het vet wordt boter bereid.
Vroeger werd dit met de hand gedaan door de room urenlang te stampen in een stootkarn. Later kwam de boterkarnton in gebruik: een horizontaal gemonteerde houten ton die met een zwengel kon worden rondgedraaid. De ton werd (maximaal) voor twee derde gevuld met melk. Door het draaien maakt de melk een vallende beweging in de ton, waardoor de room komt bovendrijven. Grote boeren installeerden een karnmolen,  aangedreven door een of meer honden of een paard. Sinds de tweede helft van de 20e eeuw gebeurt het karnen met een boterbereidingsmachine.